# Santerno
Il Santerno (Santéran in romagnolo) è un fiume che scorre in Toscana e in Emilia-Romagna. Nasce nell'Appennino imolese e confluisce nel Reno. Il bacino idrografico, nel solo tratto appenninico (dalla sorgente a Imola, delimitato al ponte sulla Via Emilia), è di 423 km², dei quali 231 in Toscana e 192 in Emilia-Romagna. Comprendendo il tratto di pianura, supera i 700 km².
È il maggiore affluente del Reno, sia per lunghezza, sia per portata d'acqua (media alla foce 16 m³/s, minima 1 m³/s, massima 936 m³/s); per estensione di bacino è il secondo dopo l'Idice. Le sorgenti, e i primi 27 km del corso, sono nella Romagna toscana (provincia di Firenze), come pure il tratto restante del suo corso rimane entro la Romagna. La qualità delle acque del Santerno, data la bassa antropizzazione della valle che solca, è tra le migliori degli affluenti del Reno.

## Percorso
Nasce presso il passo della Futa, a circa 900 metri di quota, sul crinale appenninico, in un anfiteatro di argille scagliose, una conca al cui centro si trova Firenzuola. La sorgente del fiume si trova appena sotto al Cimitero militare germanico della Futa. Da lì scorre verso l’Adriatico formando prima un piccolo fosso e poi un rio; dopo qualche centinaio di metri tale rio effettua una decisa svolta verso destra e si unisce con altri fossi e rii che scendono dalle altre dorsali del passo della Futa. Da qui il Santerno inizia ad avere un letto di circa un metro, interamente sassoso. Scorre poi in una vallata stretta e rocciosa, dove si alternano strati di rocce marnose ed arenacee. L'aspetto tipico dell'alta valle del Santerno è dato da versanti boscosi, interrotti lungo le incisioni fluviali da pareti ripide stratificate. A monte di Coniale riceve da sinistra il suo maggior affluente, il torrente Diaterna (con bacino di 74 km², che scende, invece, dal Passo della Raticosa). Tra gli altri affluenti, da destra, si annoverano presso Firenzuola, il torrente Violla (con un bacino di 14 km²) e, a monte di San Pellegrino, il torrente Rovigo (con un bacino di 47 km²). Un piccolo affluente, il Rio Canaglia, segna il confine di regione tra Emilia-Romagna e Toscana. In località Castiglioncello il Santerno entra nel territorio della città metropolitana di Bologna.
A quota 500 m il fiume ha un letto largo già qualche metro. Qui è stata costruita una diga per il contenimento degli inserti che il fiume trascina con sé quando è in piena. Lo sbarramento serve per impedire che le acque trasportino il materiale a valle Una seconda diga è stata costruita più a valle, a Codrignano.

Dopo Castiglioncello il Santerno bagna Castel del Rio. Qui si trova il più famoso attraversamento del fiume: la strada scavalca il Santerno lungo il noto Ponte degli Alidosi, manufatto con la caratteristica forma a schiena d'asino costruito nel XV secolo. Il fiume riceve poi da destra il rio di Gaggio e da sinistra il rio di Filetto e raggiunge Fontanelice e Borgo Tossignano. Qui il Santerno attraversa la Vena del Gesso, imponente formazione geologica gessoso-solfifera che si estende in senso Nord Ovest-Sud Est per ben 25 km attraversando, oltre al Santerno, la Valle del Senio e quella del Sintria. Camminando lungo il fiume si possono osservare le regolari stratificazioni della Vena.
Nel tratto montano intermedio il Santerno descrive ampie anse, con un lato dove la corrente scorre più veloce, tendendo ad erodere, contrapposto ad un altro dove la scarsa velocità favorisce il deposito di sedimenti. Ne è un esempio evidente l'ansa del mulino di Campola, situata tra Fontanelice e Borgo Tossignano. In virtù della particolare copiosità delle portate (in primavera il modulo medio facilmente si attesta sopra i 35 m³/s), del corso tortuoso, in relativa pendenza e, talvolta, abbastanza angusto, si presta molto bene come sede di gare canoistiche. Tra tutti i corsi d'acqua dell'Appennino settentrionale il Santerno è, insieme al torrente Limentra Inferiore, al torrente Enza e al fiume Trebbia, il più utilizzato a tale scopo.
In coincidenza della diga di Codrignano (frazione di Borgo Tossignano) parte delle sue acque danno origine al Canale dei molini di Imola, infrastruttura della lunghezza di 42 km che attraversa la bassa pianura fino a gettarsi nel fiume Reno. Ancora all'inizio del XX secolo vi erano lungo il corso del fiume ben 74 mulini, di cui 27 sul corso principale e 47 sugli affluenti. Ben 59 servivano alla molitura delle castagne (di cui 46 solo nel comune di Firenzuola).
Il paesaggio del fondovalle è caratterizzato da terrazzi fluviali sovrastati dai calanchi. Il fiume scorre addossato sulla destra idrografica. Dopo aver bagnato Casalfiumanese, la valle si allarga e il Santerno entra in pianura, raggiungendo Imola; poco dopo riceve, ancora da destra, il rio Sanguinario. Superata Imola, il Santerno passa tra Mordano e Bagnara di Romagna, poi rasenta Sant'Agata sul Santerno infine, dirigendosi a nord e poi a nord-est, sfocia nel Reno, in territorio del comune di Alfonsine. È retto da argini per gli ultimi 32 km di pianura.
Nella zona pedecollinare, prima il rio Sanguinario, poi il Santerno, fin dopo Mordano, marcano il confine fra le Province di Bologna e Ravenna; dopo, il Santerno scorre interamente in provincia di Ravenna.
Nel secondo dopoguerra, il pesante intervento dell'uomo sul letto del fiume (escavazioni di ghiaia) ne hanno provocato l'abbassamento di ben 16 metri.

## Storia

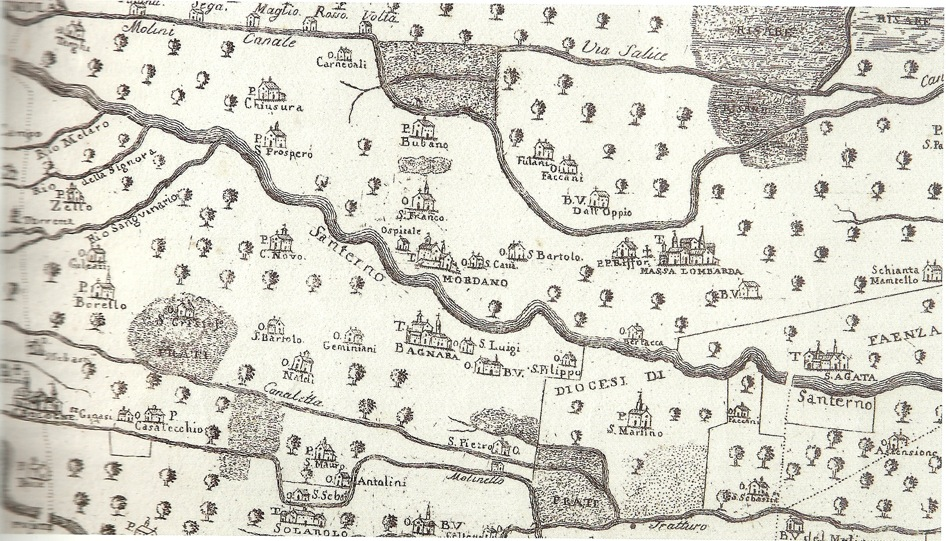
Il Santerno nella Bassa Romagna (mappa del XVII secolo).

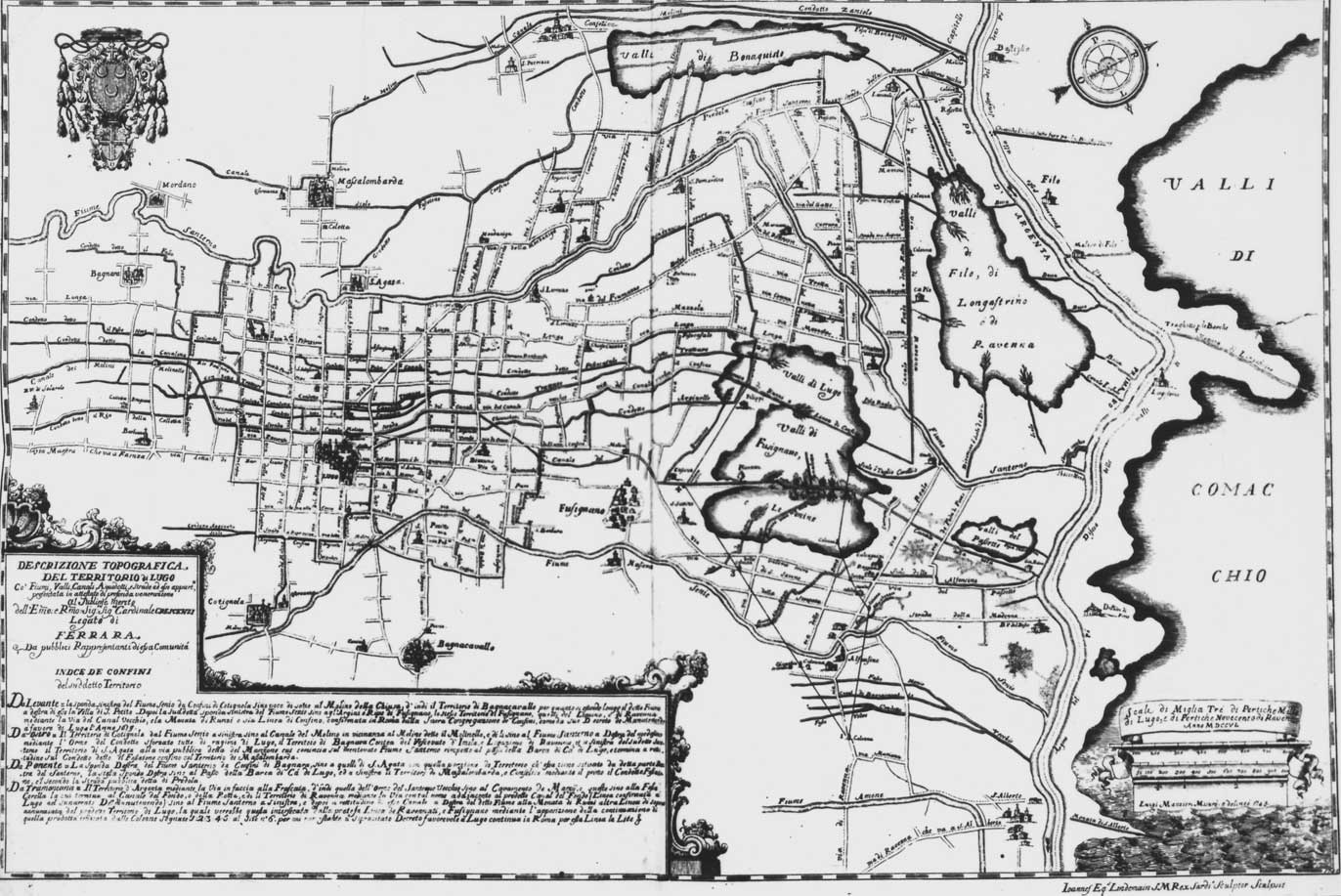
Descrizione topografica del territorio di Lugo (1745). Si nota il brusco cambiamento di percorso del Santerno.

La rotta del Santerno del 1959.

Secondo studi storici e topografici ormai consolidati, in epoca romana il Santerno, dopo essere sceso dalle colline ed aver attraversato Forum Cornelii (Imola), si divideva in due rami. Il ramo principale manteneva un corso verticale. Il ramo secondario si dirigeva a nord-est ricevendo le acque del torrente Senio, poi il Senio-Santerno proseguiva il suo corso, sempre in direzione nord-est, passando a lato di Ravenna. Entrambi i rami terminavano la loro corsa nel Vatrenus, un affluente di destra del Po.
Plinio il Vecchio (I secolo d.C.) scrive che il Vatrenus ("piccolo Reno") era la più meridionale delle bocche del Po. Dal luogo dove oggi sorge Argenta, il fiume scorreva in direzione del Po di Spina, fino a gettarvisi. Nell'antichità, il fiume che attraversa Imola era menzionato come:
- Samternus: nome di ambedue i rami (così è nominato nella Tavola Peutingeriana);
- Rasiola: nome secondario del ramo occidentale (appare nell'opera del poeta Marziale, che visse a Forum Cornelii).

Il fiume, durante la stagione calda, era navigabile. Probabilmente veniva utilizzato per il trasporto di merci pesanti: verso nord era esportato il legname proveniente dalla fascia collinare; veniva importato materiale lapideo da costruzione (marmi, pietra d'Istria).
Nell'Alto Medioevo, presumibilmente nel tardo IX secolo, il Senio-Santerno si spostò ad ovest; modificò il suo corso assumendo un tracciato verticale come il Rasiola, mantenendosi ad una distanza media di 7 km dal ramo principale. Da allora questo ramo non cambiò più direzione. È il tracciato del Senio attuale.

Il Senio-Santerno altomedievale aveva due rami secondari:
- prima di Codignola si distaccava un ramo che piegava verso est e poi proseguiva descrivendo un arco, corrispondente a quella che oggi è via Boncellino. Oltrepassata Boncellino, si immetteva nell'alveo del "Fiumazzo di Russi" e volgeva verso nord, attraversando quello che oggi è l'abitato di Santerno, frazione di Ravenna, cui ha trasmesso il nome. Questo ramo è attestato tra il 942 e il 1153;
- dopo Codignola si distaccava un altro ramo del Senio-Santerno che, invece di proseguire verso est, saliva verso nord-est toccando Balneocaballum (Bagnacavallo). Qui si dipartiva a sua volta in altri due rami: uno proseguiva in linea retta verso nord (l'attuale canale naviglio); l'altro attraversava l'abitato, poi si dirigeva verso est (seguendo l'odierna strada San Vitale) e poi piegava improvvisamente a nord (occupando l'alveo che oggi è del Lamone)[8]. Dopo aver superato l'abitato di Traversaria s'immetteva nelle valli. Entro il XIII secolo l'alveo fu occupato dal Lamone.

Fu infine con il pieno Medioevo (presumibilmente alla fine del XII secolo) che i due antichi rami del Santerno si divisero. Da allora il ramo orientale assunse il nome del Senio. Il primo documento che testimonia l'avvenuta separazione è una pergamena del 1259.
Più volte il corso del fiume in pianura è stato artificialmente cambiato a scopo di bonifica. L'intervento decisivo fu effettuato dai Ferraresi quando la Bassa Romagna entrò nell'orbita della signoria Estense: nel 1460 il fiume venne deviato (in località San Lorenzo in Selva) facendolo confluire nel Po di Primaro a valle di Bastia (prima di allora spagliava formando le valli Libba e Fenaria). Negli anni successivi furono eseguiti i lavori di innalzamento dell'alveo. Immettendosi nel Po, il Santerno fu il primo dei fiumi appenninici a trovare esito artificiale.
Nel corso della seconda guerra mondiale il Santerno fu uno dei fiumi in cui si svolse, durante la campagna d'Italia, la battaglia dei tre fiumi, indicata anche come battaglia del Senio dal nome del fiume Senio su cui correva la linea del fronte. 

Dopo lo sfondamento della Linea Gotica, avvenuto alla fine del settembre del 1944, le forze britanniche furono bloccate a Savignano sul Rubicone dal fiume in piena. Il blocco dell'avanzata alleata venne sfruttato da Kesselring, comandante del Gruppo d'Armate C, per creare una linea difensiva in profondità appoggiandosi, in Romagna, ai fiumi Senio, Santerno e Sillaro, in successione, per tenere il fronte italiano a oriente di Bologna.

Il 9 aprile ebbe inizio l'offensiva alleata che fin dal primo giorno forzò la linea del Senio. Il Santerno fu superato il giorno 12 aprile, mentre nella notte fra il 15 ed il 16 aprile la 2ª Divisione Neozelandese forzava il Sillaro aprendo definitivamente la strada verso Bologna.
Con il passaggio del Ducato di Ferrara allo Stato Pontificio (1598) si decise di attuare una regimentazione dei fiumi in netto contrasto con il passato. Nel 1604 il Santerno fu tolto dal Reno e fu lasciato spagliare nelle valli: le acque vennero fatte confluire nella valle di San Bernardino (località a nord di Lugo). Dopo pochi anni si capì che l'intervento era stato controproducente, per cui si decise di reimmettere il fiume nel Reno, ma non nello stesso punto bensì più ad est. Nel 1625 il Santerno fu fatto deviare all'altezza dell'abitato della Giovecca (3 km a nord di San Bernardino). In quel punto il fiume, invece di proseguire verso nord, piega decisamente verso nord-est fino a gettarsi nel Primaro all'altezza di Ca' dei Boschi (a circa 4 km di distanza dal fiume Senio). Sul corso abbandonato verrà edificato il villaggio di Voltana. La situazione si stabilizzò per oltre un secolo e mezzo. Nel 1783, nei pressi di Passogatto (2 km ad est della Giovecca), si immise il fiume in un cavo di sei chilometri appositamente costruito per condurlo a sfociare nel Primaro all'altezza della località Chiesa della Pianta (circa 10 km ad ovest del Senio). Tuttora il Santerno sfocia nel Reno-Primaro in tale punto. 
Le piene e le rotte del fiume rappresentarono un incubo costante per le popolazioni circostanti. Lo storico di Massa Lombarda Luigi Quadri, ricorda come nel secolo che va dal 1679 al 1778 il Santerno ruppe gli argini ben quattordici volte. La rotta più disastrosa fu registrata l'11 ottobre 1745, quando il fiume in piena entrò in paese raggiungendo l'altezza di 88 cm e le sue acque allagarono le campagne circostanti. L'inondazione più disastrosa del XIX secolo avvenne nel 1842, quando una pioggia torrenziale di tre giorni (12, 13 e 14 settembre) cagionò danni enormi. L'acqua arrivò all'altezza di 132 cm.
Se i danni causati dalle piene in pianura sono stati consistenti, non da meno sono state distruttive quelle avvenute in collina. Le inondazioni conosciute dai registri storici a partire dal 1500 sono state le seguenti: 13 settembre 1557, 1654, 13 ottobre 1756, 1851, 10 aprile 1950. Come si può osservare, sono avvenute a cadenze regolari. Nel tratto appenninico del Santerno sono frequenti le cosiddette "fiumane", ovvero masse d'acqua che riempiono il letto del fiume e scorrono impetuose a valle. L'etimologia del toponimo Casalfiumanese è dunque facilmente spiegabile: l'abitato fu edificato in corrispondenza dello sbocco della fiumana in pianura.
Durante il Regno d'Italia furono effettuati interventi considerevoli per regolamentare il corso del Santerno:
- Nel 1871 fu raddrizzato il corso del fiume nei pressi di Bagnara/Mordano;
- Tra il 1885 e il 1888 vennero eliminate le anse (ben sei) nei pressi di Sant'Agata sul Santerno: rallentavano il corso del fiume e ne facevano alzare il letto, aumentando il pericolo di esondazioni e alluvioni. Nello stesso anno venne inaugurato a San Bernardino il primo ponte in muratura e ferro sul fiume.[18].

Nella seconda metà del XX secolo il Santerno è diventato meta del turismo locale: sulle rive del fiume trovano riparo dalla calura estiva, specialmente nei giorni del week-end, villeggianti col pranzo al sacco. I luoghi preferiti sono: Borgo Tossignano, Castel del Rio e la cascata dei Briganti, presso Moraduccio. L'ultima alluvione registrata del XX secolo avvenne il 5 dicembre 1959, quando il fiume ruppe nei pressi di S. Maria in Fabriago, allagando le campagne di San Patrizio, Conselice e Massa Lombarda. Si salvò fortunosamente Sant'Agata sul Santerno poiché il fiume ruppe più a valle del centro abitato (Sant'Agata invece non fu risparmiata dalla rotta del 2023, risultando completamente allagata).
La notte tra il 19 e il 20 settembre 2014 su tutto l'Appennino tosco-romagnolo si sono abbattuti prolungati e corposi temporali che hanno scaricato fino a 170 millimetri d'acqua. Il Santerno si è gonfiato fino a dare origine ad una potente esondazione che, iniziata dalla zona di Lido Serena (nei pressi di Coniale), è arrivata, nella mattinata del 20 settembre, sino a Imola. Il fenomeno ha causato parecchi disagi alla popolazione: blocco di strade cittadine, allagamenti nella zona dei paddock dell'Autodromo di Imola e nel vicino quartiere Campanella. Nei pressi di Carseggio (comune di Casalfiumanese) tonnellate di tronchi, trasportati dalla corrente, si sono abbattute contro un ponte causandone il crollo.
Molto gravi furono soprattutto gli allagamenti provocati dal Santerno nel maggio 2023. Nella notte fra il 16 e il 17 maggio il fiume ruppe l'argine a sinistra a monte di Sant'Agata sul Santerno, inondando completamente il centro abitato, lasciato sotto un metro e mezzo di acqua e fango. La disastrosa alluvione causò anche la morte di alcune persone che non riuscirono a salvarsi in tempo. Nella stessa notte ruppe anche l'argine di destra in località Ca' di Lugo (3 km a nord di Sant'Agata) allagando l'abitato di San Lorenzo. Infine, il fiume ruppe in due piccoli tratti 7 km più a sud coinvolgendo gli abitati di Mordano e Bagnara di Romagna e provocando diversi danni.
Il 3 novembre 2023 a seguito di forti precipitazioni insistenti sul bacino del Santerno si registrano danni a Borgo Tossignano, Casalfiumanese ed Imola, dove si registra una piena persino superiore a quella del 2014 e del maggio del 2023.

## Affluenti

### Elenco
Gli affluenti del Santerno possono essere classificati a seconda della portata d'acqua in principali (portata pari o superiore 100 m3/sec); secondari (portata compresa tra 30 e 100 m3/sec) e minori (portata inferiore a 30 m3/sec).
Gli affluenti di sinistra del Santerno sono:
- principali: Diaterna
- secondari: Rio di Filetto, rio Salato[22], torrente Rimaggio.

Gli affluenti di destra del Santerno sono:
- principali: Rio Rovigo
- secondari: Rio di Gaggio, rio Violla, torrente Riateri, rio Carseggio[23]

Tra i rii minori, sono degni di nota per portata d'acqua il rio Sanguinario, il torrente Sgarba, il rio Gambellaro, il rio Magnola, il rio Ghiandolino Castellaccio e il rio Fantino.

### Salinità delle acque
Alcuni affluenti della media ed alta valle del Santerno presentano una curiosa caratteristica: la salinità delle acque. Ciò si spiega col fatto che milioni di anni fa questa terra era sommersa: il mare Adriatico si estendeva fino all'attuale crinale montuoso. La presenza del sale è strettamente legata a una caratteristica orografica del territorio: i calanchi. «I sedimenti argillosi, tutti di origine marina, che si trovano nelle aree calanchive, hanno “assorbito”, in tempi lunghissimi, i sali del mare originario». Lungo la riva destra del rio Salato si trova un tratto di circa 150 metri in cui «sono presenti anche alcuni vulcanetti, simili al bollitore più famoso che si trova lungo il rio Sanguinario a Bergullo». «Questi vulcanetti, che fanno emergere in superficie l'argilla fangosa, portano con loro anche l'acqua salata che è presente in profondità. La capillarità dell'argilla, che è un materiale molto fine, fa sì che l'acqua si muova - diciamo - sfidando le regole della gravità e salga verso l'alto. Quest’acqua contiene sali, fra cui il cloruro di sodio. E una volta che l'acqua è arrivata in superficie, evapora e rimangono i sali, che durante la stagione estiva possono far diventare i calanchi completamente bianchi».
La presenza del sale è testimoniata dai seguenti idronimi e toponimi: Rio Salato, Rio Salso (o Rivo Salso), Monte dell'Acqua salata, Chiesa di Santa Maria in Rio Salso (o di Santa Maria nascente di rivo Salso).

## Nella letteratura
Il fiume Santerno fu citato da Ludovico Ariosto nella sua opera più nota, l'Orlando furioso:
(Ludovico Ariosto, canto III Orlando furioso, LIII.)